# Китайская чайная культура
Из-за длинной истории и большой территории, в Китае существует несколько независимых и уникальных чайных культур. Помимо собственно китайских чайных культур, значительно отличаются чайные культуры Тибета и Средней Азии (Синьцзяна).

## Этимология
Русское слово «чай» происходит от слова chá (茶) севернокитайского языка. Изначально оно было заимствовано в персидский язык как چای čây, после чего распространилось по континентальной Евразии (ср. тур. çay, хинди चाय cāy, ар. شاي‎ šāy).
Слово tea в английском, thee в голландском, té в испанском и подобные слова в других европейских языках происходят от слова tê (茶) из языка хокло. Оно могло быть заимствовано напрямую, либо же через посредство языков Юго-Восточной Азии, например, малайского teh.
В «Каноне чая» 8-го века н. э. чай отождествляется с рядом растений, упомянутых в древних китайских текстах.
Его называют 茶 *rlaː, 檟 *kraːʔ, 蔎 *hljed, 茗 *meːŋʔ, 荈 *tʰjonʔ.
Оригинальный текст (кит.)其名一曰茶，二曰檟，三曰蔎，四曰茗，五曰荈。
Однако большинство этих слов, вероятнее всего, относятся к другим растениям.
Слово 茶 (также 荼; др.-кит. *l’aː или *rlaː) является ареальным, оно могло быть заимствовано из некитайских языков (ср. прото-лолойск. *la, прото-мон-кхмерск. *slaʔ, прото-австроазиатск. *sla, все со значением «лист»). Отвар из этого растения упоминается в 3-м веке н. э.:
荼 *l'aː — небольшое деревце, похоже на гардению жасминовидную, плодоносит зимой, из листьев его можно сварить отвар. Ныне отвар из рано собранных листьев называют 荼 *l'aː, из поздно собранных же 茗 *meːŋʔ.
Оригинальный текст (кит.)荼，樹小似梔子，冬生，葉可煮作羮飲。今呼早采者為荼，晚取者為茗。

## История

### Древность

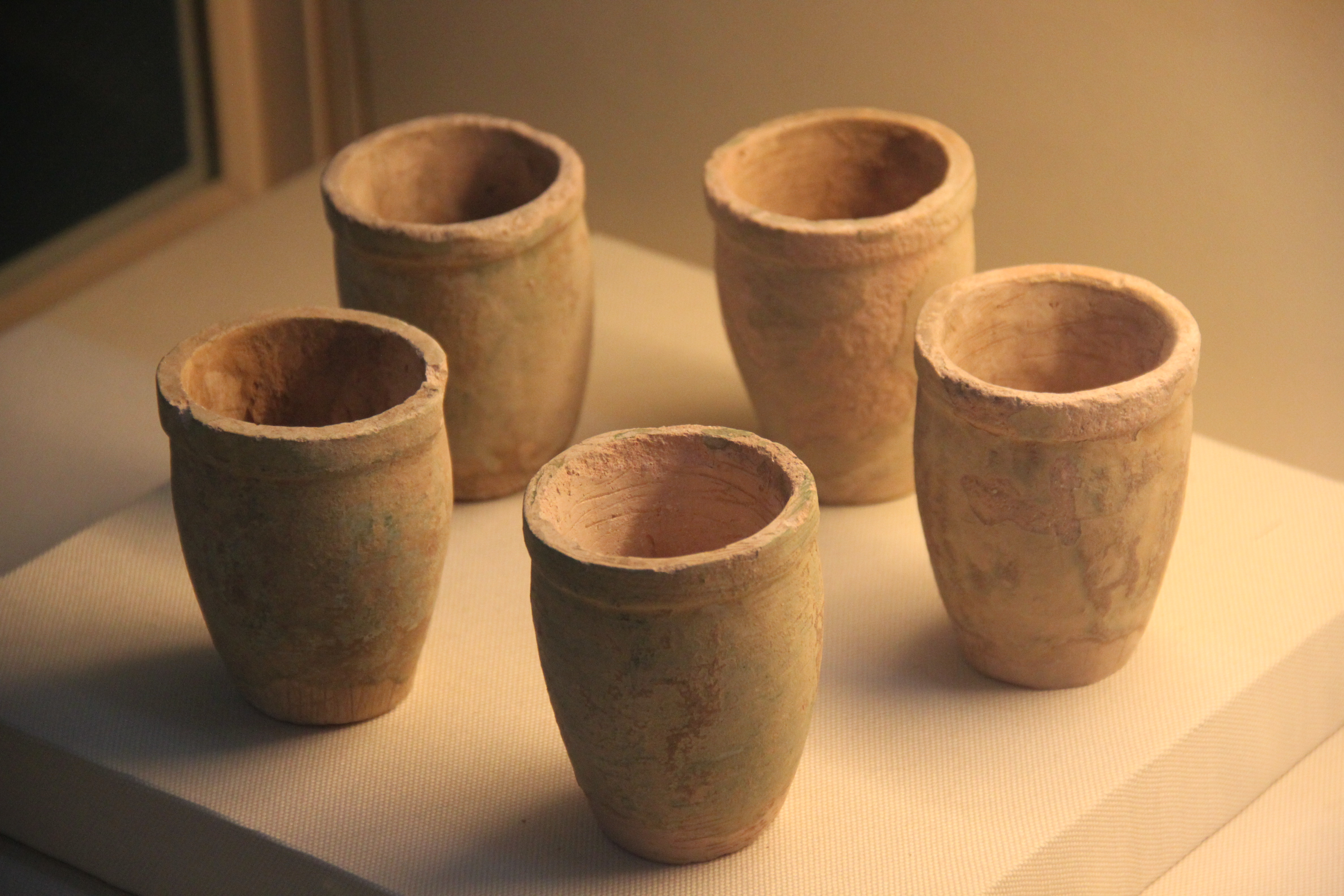
Чашки для чая (3-й век н. э.)

Растение Camellia sinensis происходит из нынешних юго-западных регионов Китая (Юньнань, Сычуань). Коренные жители этих мест — палаунг, лоло, байцы, дайцы — издревле употребляли чайные листья. Изначально из чайных листьев они не делали отвар, а преимущественно жевали их.
В начале нашей эры чай употреблялся простолюдинами на юге Китая. Из него варили отвар, больше похожий на суп. Заготовленные чайные брикеты обжаривались, стирались в порошок и варились вместе с другими ингридиентами, вроде лука, имбиря и апельсиновых корок.
Постепенно чай распространился среди образованных слоёв. Он воспринимался как здоровая альтернатива вину, из-за чего обрёл популярность у буддистов, имевших запрет на употребление алкоголя. Буддисты же стали заниматься выращиванием чая, до этого собиравшегося с диких кустов. Дорогой культивированный чай приносился императору в качестве дани, а также использовался в ритуальных целях как подношение буддам и духам умерших.

### Средние века
В эпоху империи Тан (618—906) всё больше распространялось рекреационное потребление чая, он перестал быть лишь едой или лекарством. Развивались методы выращивания и приготовления чая, он стал всё более доступным для широких слоёв населения. Одновременно чай стал важным торговым активом — появился древний чайный путь, по которому империя Тан торговала с Тибетом чаем в обмен на лошадей.
Через буддийские монастыри чай проникал из южных регионов Китая на север, в том числе в Корею, бывшую тогда вассальным государством Китая — корейские хроники, такие как Самгук-юса и Самгук-саги, упоминают, что уже в 7-м веке чай потреблялся при корейском королевском дворе. В 7-8 веках японские буддийские монахи Сайтё и Кукай были первыми, кто принёс чай в Японию.
В 8-м веке была составлена книга «Канон чая» (茶經, с.-кит. chájīng, хокло tê-keng). Её метод приготовления чая всё ещё напоминал суп: чайные брикеты жарились на огне, остужались, измельчались и варились в котелке со щепоткой соли, в результате получался густой отвар. Чайные брикеты были составлены не только из листьев, но и из веток и стеблей.
К концу существования Тан и в эпоху империи Сун (960—1279) самобытная чайная традиция развилась в Фуцзяни. Особо ценилась производимая там чайная керамика (建窯). Там же был изобретён новый способ приготовления чая, «вощёный чай» (蠟茶, хокло la̍h-tê) — чайные брикеты делались из вываренных листьев и покрывались благовониями, маслами и специями. Однако император Хуэй-цзун, автор «Великого трактата о чае» (大觀茶論), предпочитал неароматизированный чай, из-за чего «вощёный чай» потерял популярность среди элит.
К концу эпохи Сун более простой и дешёвый способ заваривания чая из непресованный листьев стал более популярен среди широких масс, сменив собой прежний способ заваривания порошкового чая. В эти времена чай перечисляли среди семи вещей, потребляемых ежедневно, вместе с дровами (柴), рисом (米), маслом (油), солью (鹽), соевым соусом (醬) и уксусом (醋). Окончательно способ листового заваривания закрепился после декрета императора Хунъу, основателя империи Мин, велевшего не подавать ко двору чай в брикетах. Ныне древний порошковый чай сохраняется только в японской чайной традиции как маття (抹茶), а также в чайной традиции хакка как луйча (擂茶).

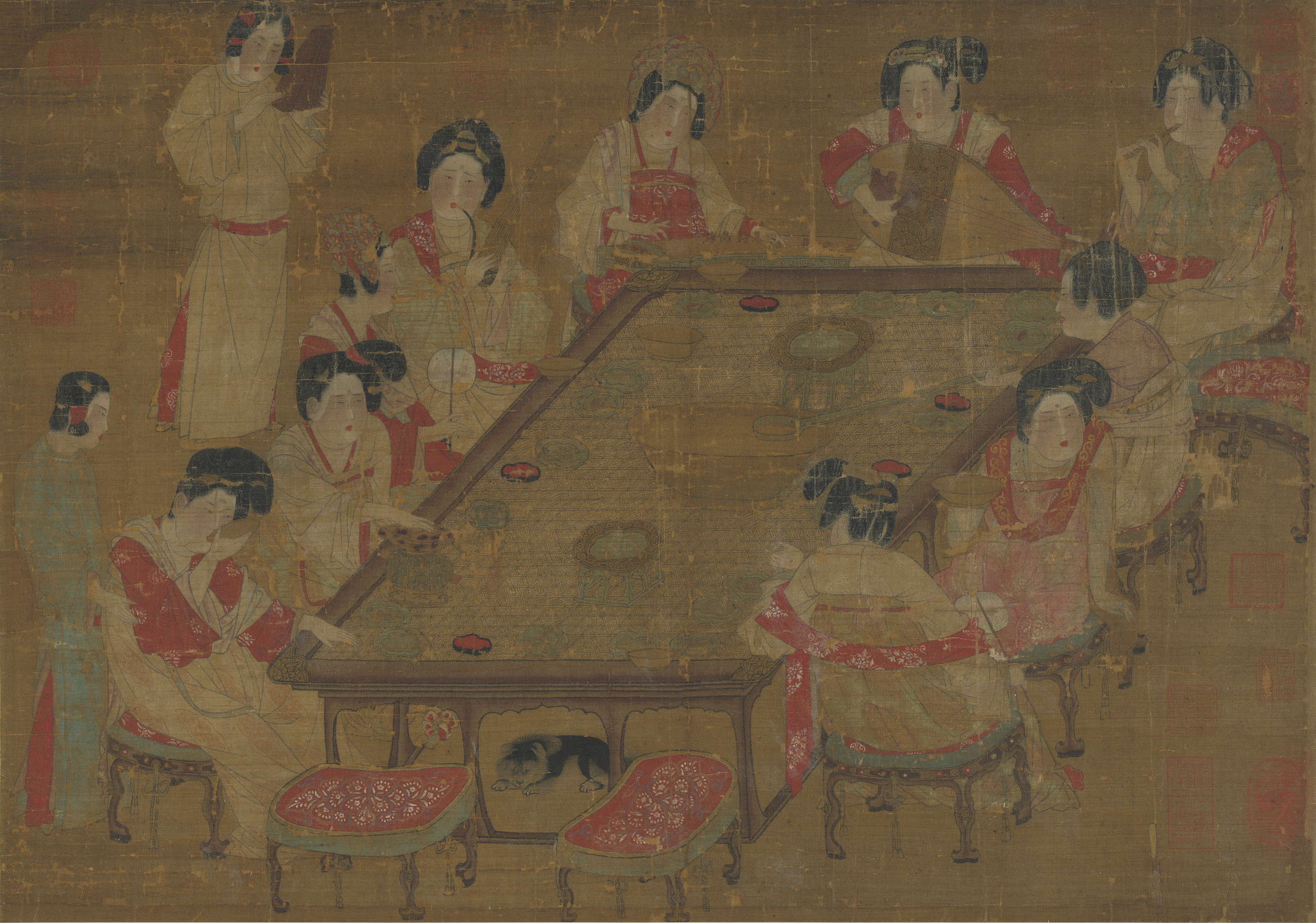
Пир с чаепитием во дворце (эпоха Тан)
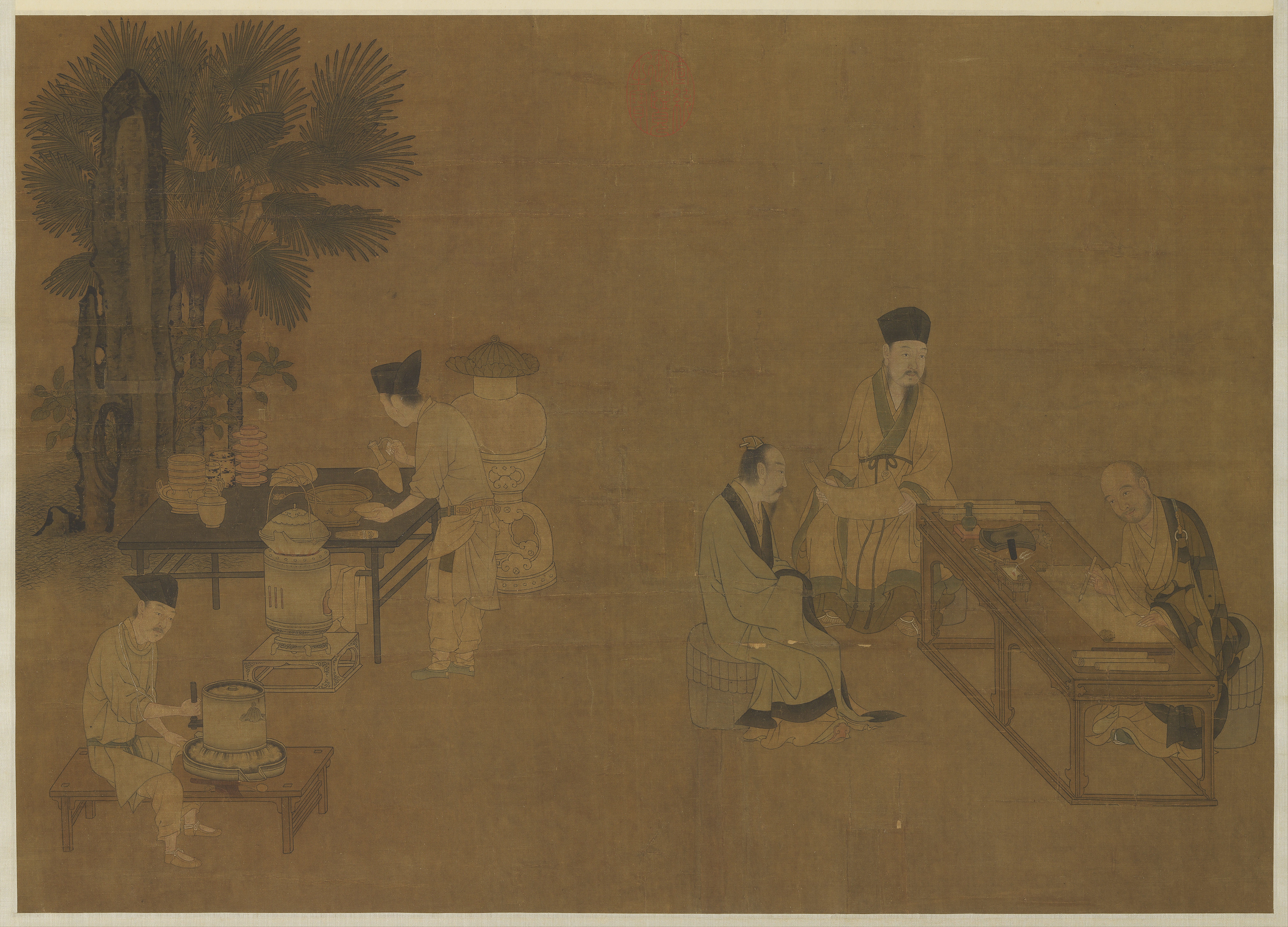
Приготовление чая (эпоха Сун)
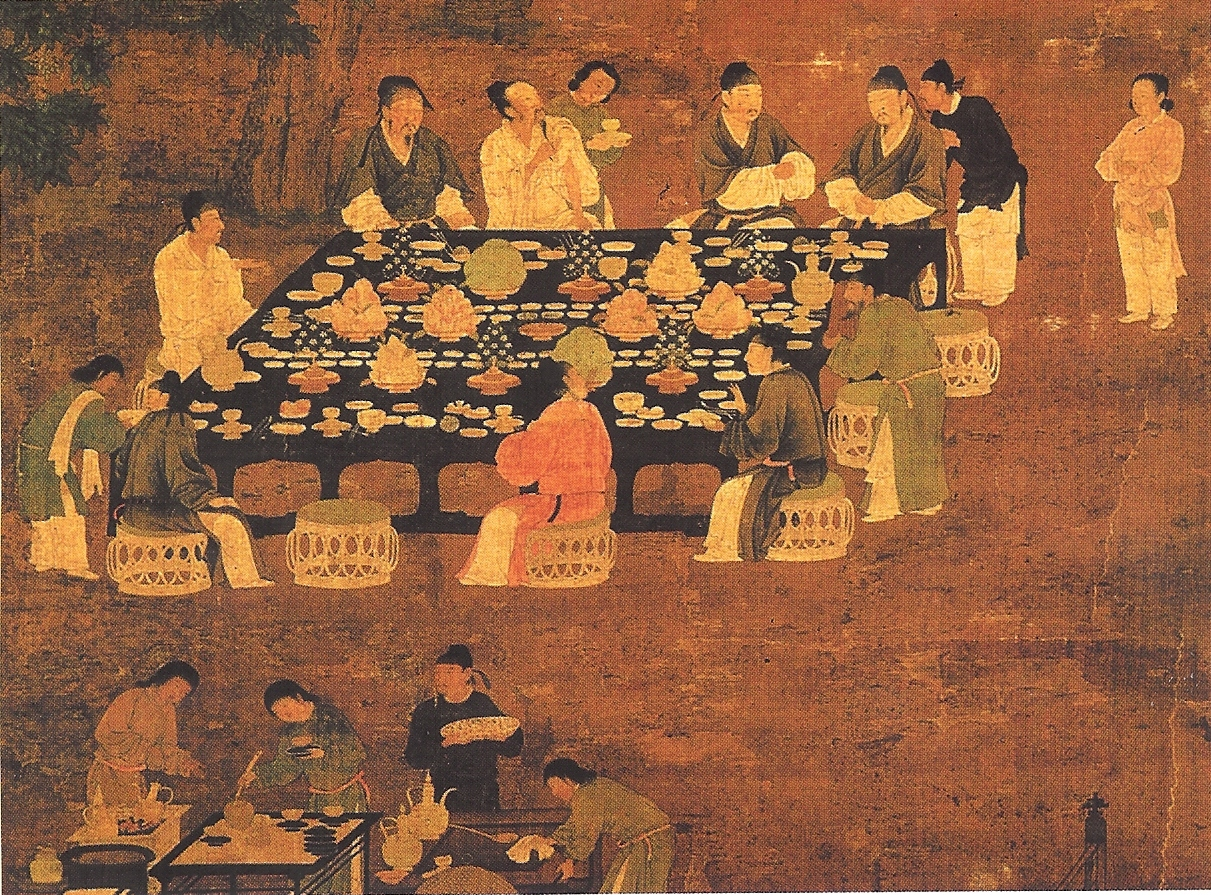
Собрание учёных мужей (фрагмент, эпоха Сун)

### Новое время
В эпоху Мин, с переходом от порошкового чая к листовому, появилась потребность в новых видах посуды. Чай стал храниться в специальных вазах вместо брикетов, а также распространились чайники для заваривания и отделения самого напитка от листьев. В этом время получила известность посуда из исинской глины.
В 16-м веке в Фуцзяни распространилась техника оксидации чая — был изобретён чай «чёрный дракон» (烏龍茶, хокло o͘-liông tê, с.-кит. wūlóng chá). Тогда же, вероятно, зародился миньский метод приготовления чая, ныне известный как канху-тэ («кунгфу-чай»).
Европейцы, начавшие в 18 веке контактировать с Китаем, полюбили китайский чай и фарфор. Чтобы угодить их вкусам, был выведен чай с ещё большей степенью оксидации, чем улун, названный «чёрным чаем». Фарфор и чай стали основными статьями экспорта в Маньчжурской империи Цин (1644—1912). После опиумных войн, к концу 19-го века, Британия разработала чайные плантации в Индии, что привело к потере монополии на чай у Маньчжурской империи.

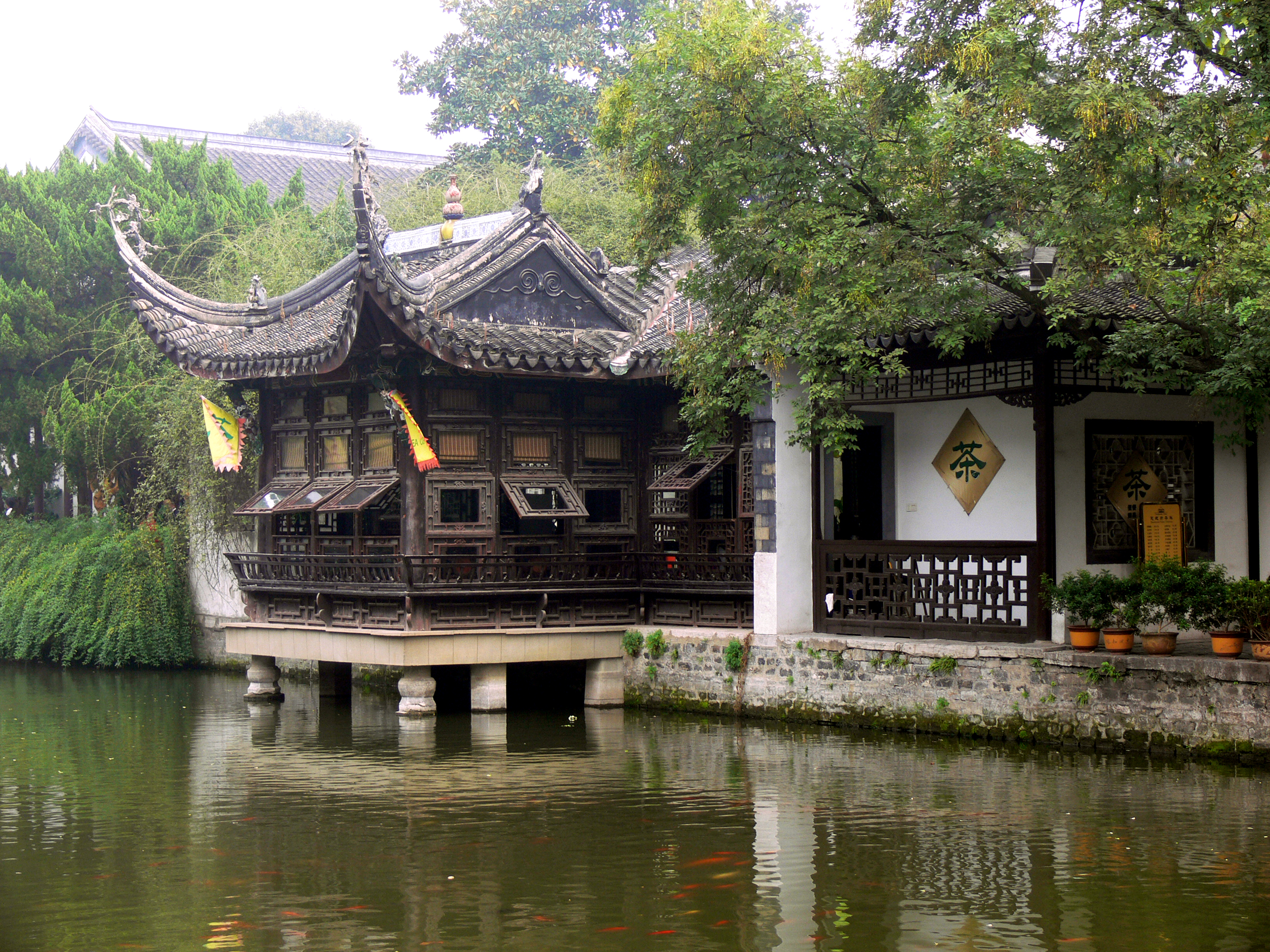
Чайный дом в Нанкине
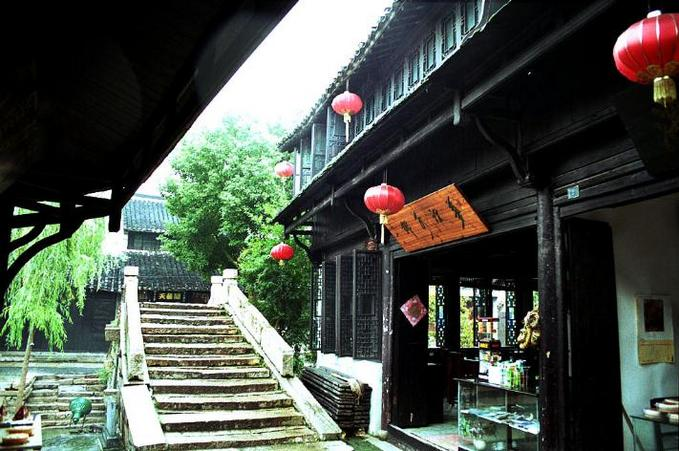
Чайный дом в Сучжоу
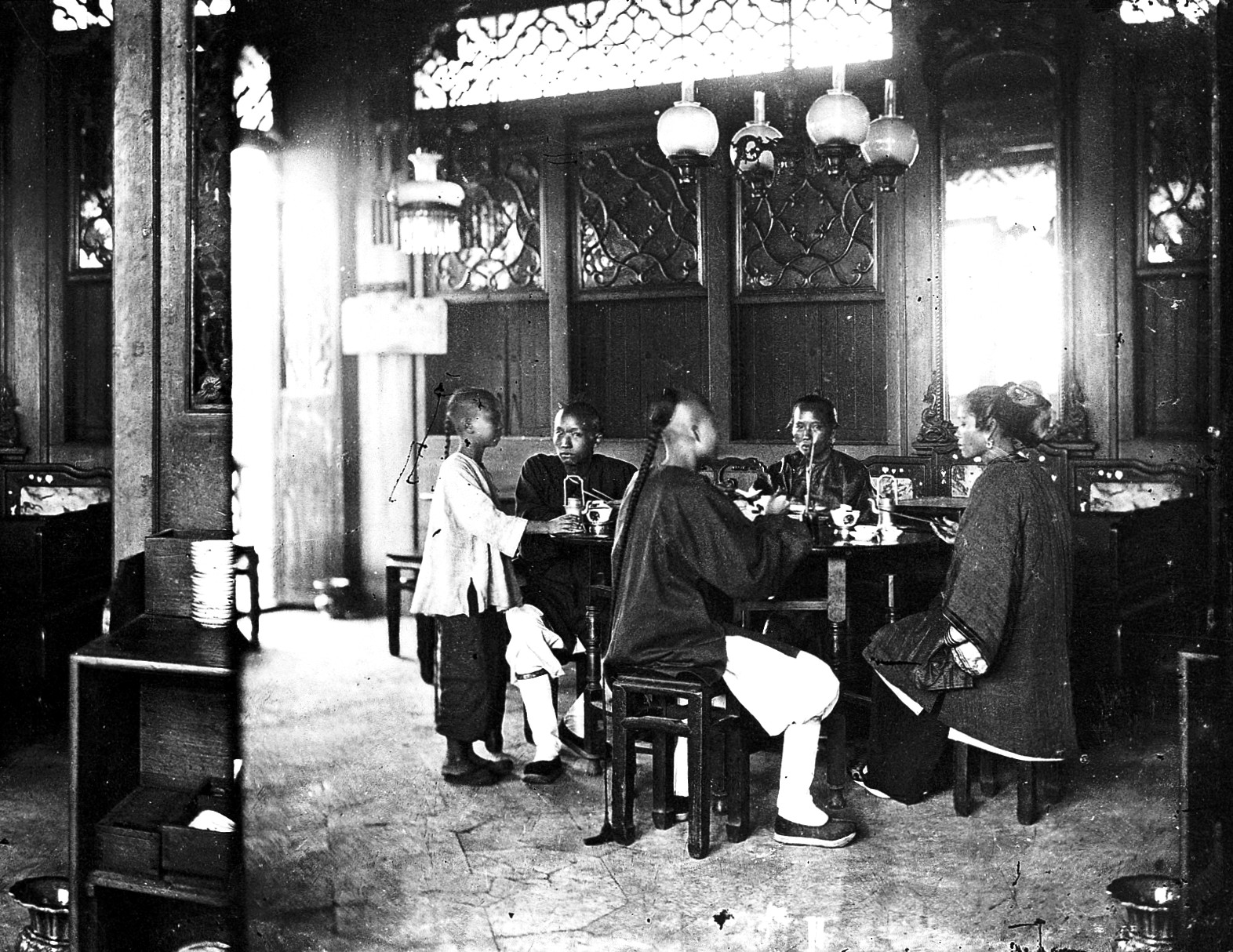
Чайный дом в Гонконге

## Традиционные чайные культуры

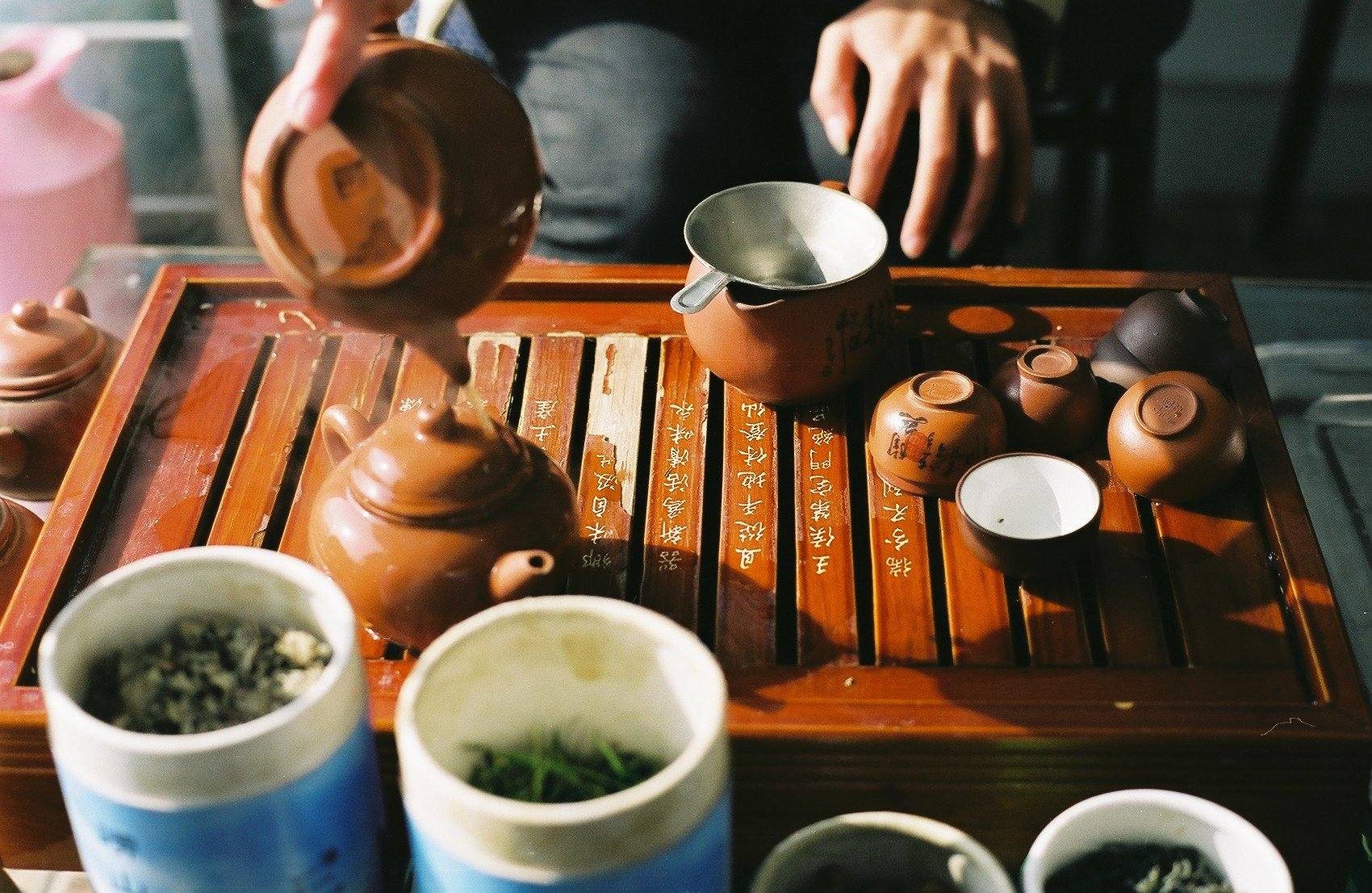
Миньский способ приготовления чая канху-тэ

### Чайная культура хакка
У народа хакка сохранился древний способ приготовления чая в виде супа. Традиционный луйча (擂茶 lùi-chhà) представляет из себя смесь чайных листьев, орехов, зёрен и трав, которые измельчаются, смешиваются и варятся.

## Современная чайная культура

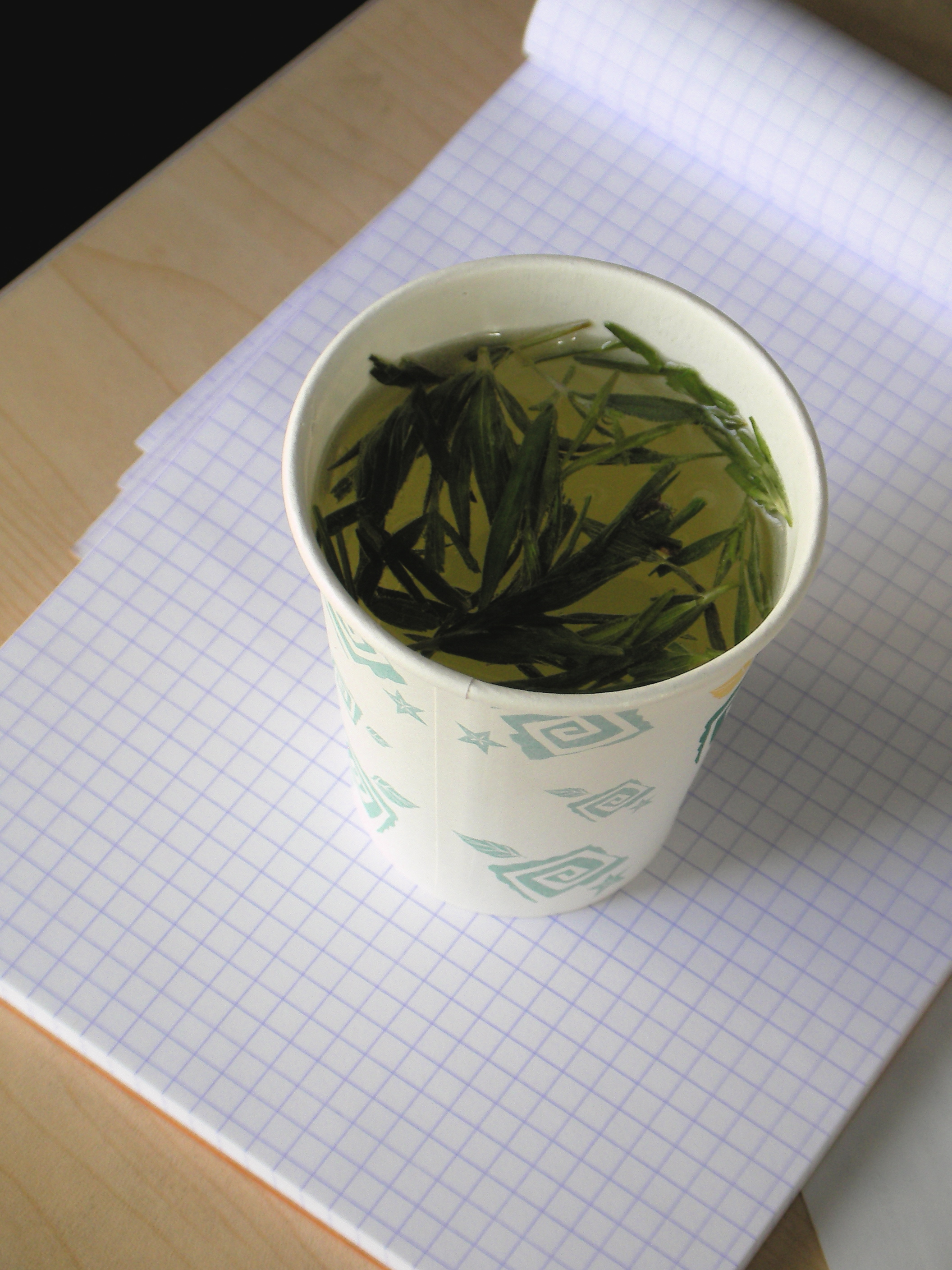
Чай, заваренный прямо в стаканчике

Наиболее распространённый и простой способ приготовления чая в Китае — заваривание прямо в чашке или стакане, откуда чай пьют не удаляя листьев.
Традиционной посудой для заваривания чая является гайвань. Так же используют и чайники небольших размеров, как правило из исинской глины.
Популярность набирает так называемое Холодное заваривание чая или cold brue, когда чай длительное время заваривают в холодной воде в бутылке, помещенной в холодильник.

### «Китайское чайное искусство»

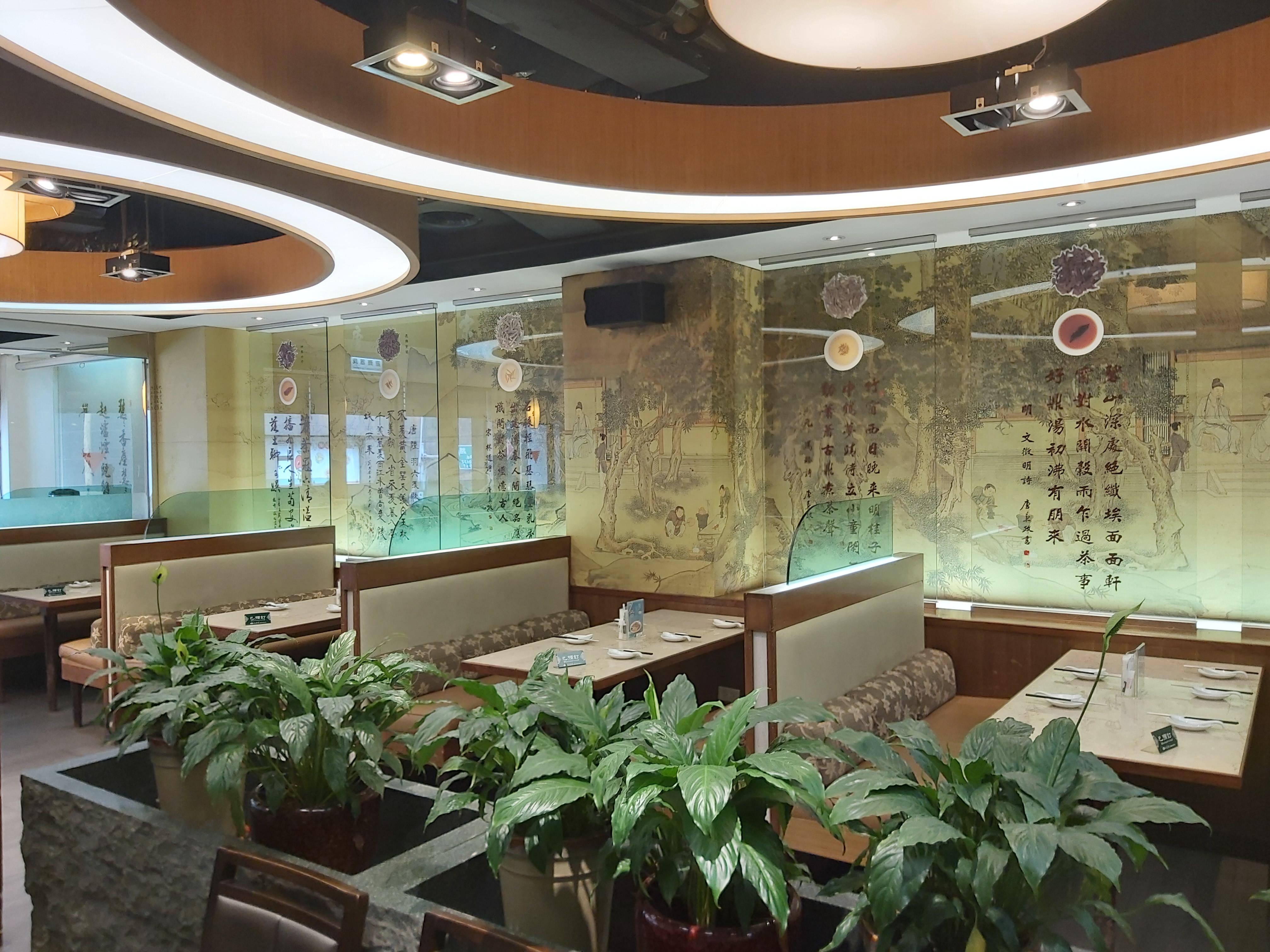
Современный чайный ресторан в Тайбэе

В 1970-е на Тайване складывается новое «китайское чайное искусство» (中華茶藝) — во многом ответ «японской чайной церемонии». Причины его появления были отчасти экономическими — в то время производители чая стремились придать чаепитию более культурный облик. Чайные заведения на Тайване имели тогда дурную славу — они ассоциировались с социальными низами, азартными играми и проституцией. Среди молодёжи и ширящегося среднего класса чайные всё больше уступали в популярности кофейням в западном стиле. Чтобы отмыть репутацию, чайные магнаты стремились создать новую традицию. Они заимствовали миньский метод заваривания чая канху-тэ («кунгфу-чай») — характерный для Тайваня, где большинство населения составляют хокло с юга провинции Фуцзянь — и старались придать ему эстетику и философское наполнение японской чайной церемонии. Хотя чай употреблялся в Восточной Азии веками, в большинстве регионов чаепитие были сугубо утилитарным или рекреационным, и лишь в Японии, под влиянием дзэн-буддизма, оно обрело особый символизм.

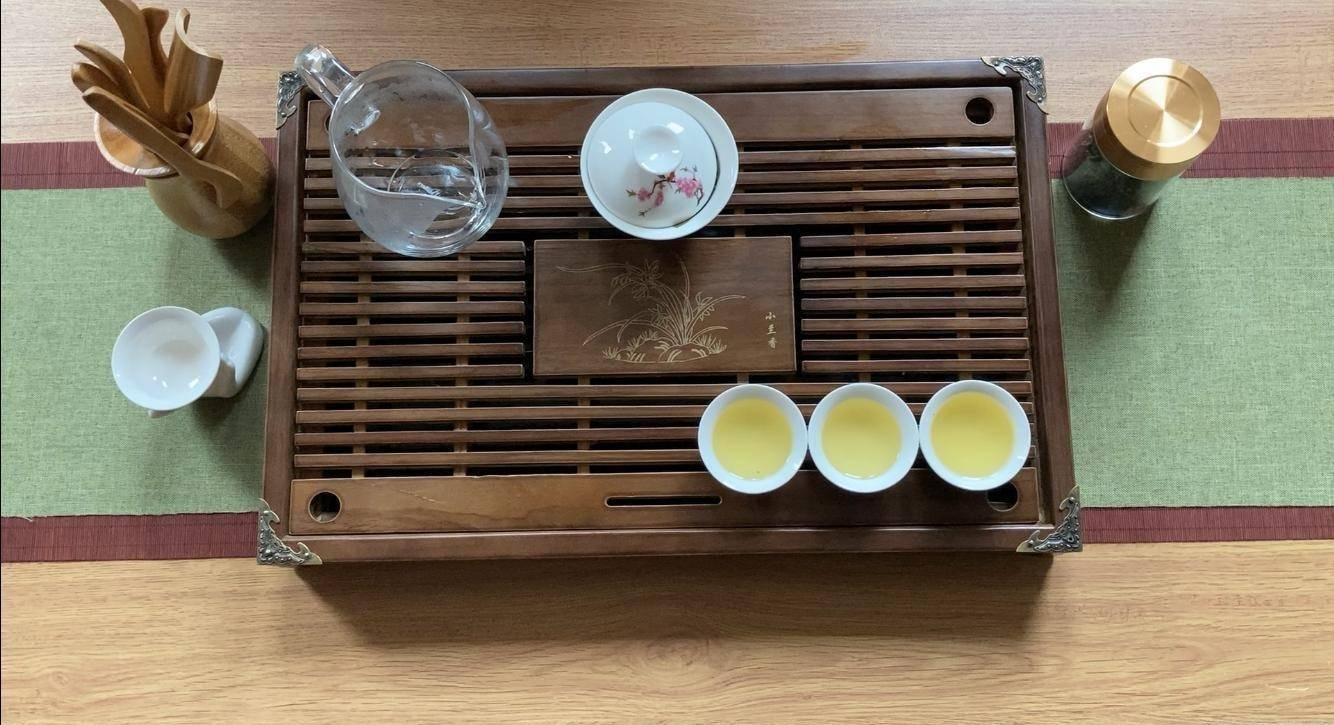
Современная «китайская чайная церемония»

Элементы этого нового «китайского чайного искусства» преимущественно основаны на канху-тэ — основа его состоит в использовании чайной посуды небольшого размера и многократном заваривании чая. В то же время часто отдаётся предпочтение более необычным и экзотическим способам канху-тэ, например, завариванию в чашке с крышкой вместо чайника. Другая часть элементов была заимствована из японских чайных традиций — эстетическое наполнение, символизм и строгая последовательность действий подражали японской чайной церемонии садо (茶道), тогда как некоторые практические элементы брались из традиции сэнтядо (煎茶道). В отличие от садо, где заваривается порошковый чай маття, в сэнтядо используется цельнолистовой чай. Такие элементы, как сосуд для нюхания чайных листьев саго (茶合) и чайное полотенце тякин (茶巾) — прямые заимствования из сэнтядо. Некоторые элементы «китайской чайной церемонии» были изобретены самими тайваньскими чайными энтузиастами в 1980-х годах — к ним относятся «уравнительная чаша» (или «чаша справедливости», 公道杯), в которую чай наливается из чайника перед тем, как разлить его в чашки, а также разделение чашек на низкую чашку для питья чая (品茗杯) и высокую продолговатую чашку для нюхания аромата (聞香杯).
Хотя изначально владельцы чайных ресторанов осознавали, что являются зачинателями новой традиции, впоследствии чайные энтузиасты продвигали её как «возрождение» древней и аутентичной чайной культуры. В ранний период у «китайского чайного искусства» имелся и политический подтекст — гоминьдановское правительство на Тайване считало себя легитимным представителем всего Китая и противопоставляло себя коммунистической КНР, где чайные традиции значительно пострадали из-за Большого скачка, Культурной революции и ограничений на торговлю с Западом. Для этого с одной стороны затушёвывались локальные миньские корни этой методики, она продвигалась как абстрактно «китайская», с другой — отрицалось влияние на неё японской культуры чаепития. Отдельные пропоненты «китайского чайного искусства» даже заявляют, что оно является древним общекитайским способом заваривания чая, в прошлом забытым в большей части Китая и уцелевшим лишь в Фуцзяни и Чаошане — это утверждение, однако, не подтверждается историческими свидетельствами.
В 1980 и 90-х «китайское чайное искусство» распространилось в КНР среди городского среднего класса. Значительную роль в этом сыграла тайваньская чайная компания Ten Ren Tea, в 1993-м активно выходившая на китайский рынок.
Пока одни чайные заведения на Тайване старались облечь потребление чая в форму «высокой культуры», другие пошли иным путём — они сознательно экспериментировали и привносили новшества, что привело к таким изобретениям, как «пузырчатый чай» (бабл-ти) с шариками тапиоки.